# Stormblåst MMV
 (novembre 2021).
Albums de Dimmu Borgir
Death Cult Armageddon
(2003) In Sorte Diaboli
(2007)
Stormblåst MMV est le septième album studio du groupe de black metal norvégien Dimmu Borgir sorti en 2005 sur le label Nuclear Blast. Il s'agit d'un réenregistrement de leur second album Stormblåst.
C'est le premier album du groupe auquel participe le batteur Hellhammer en remplacement de Nicholas Barker.

## Description
L'album d'origine Stormblåst était paru en 1996 sur le label indépendant Cacophonous Records.
Stormblåst MMV est composé de neuf des dix titres de la version originale, complètement réenregistrés, plus deux titres supplémentaires intitulés Avmaktslave et Sorgens Kammer (Del II), ainsi qu'un DVD de leur prestation au festival Ozzfest captée en 2004.
L'album a été enregistré et mixé au studio Abyss par Peter Tägtgren durant l'été 2005.
Cette nouvelle version apporte des nouveautés à la version originale : l'original possède un tempo plus lent, et est globalement plus sombre. Certains morceaux ont été raccourcis (par exemple, l'introduction au piano du titre Alt lys er svunnet hen a été supprimée) et le morceau au clavier Sorgens kammer a été remplacé par le titre inédit Sorgens kammer (Del II). Les instruments sonnent beaucoup plus clairement et puissamment sur Stormblåst MMV.

## Liste des morceaux
- Album:

1. Alt lys er svunnet hen 4:44
2. Broderskapets rings 5:30
3. Nar sjelen hentes til helvete 4:43
4. Sorgens kammer (Del II) 5:51
5. Da den kristne satte livet til 3:03
6. Stormblåst 6:10
7. Dodsferd 5:42
8. Antikrist 3:36
9. Vinder fra en ensom erav 4:00
10. Guds fortapelse 4:01
11. Avmaktslave 3:54

- DVD:

1. Spellbound (by the Devil) 4:20
2. Vredesbyrd 4:48
3. Kings of the Carnival Creation 8:07
4. Progenies of the Great Apocalypse 5:25
5. Mourning Palace 5:45

## Composition
- Shagrath: chant, guitare et basse
- Silenoz: guitare, basse et chant
- Hellhammer: batterie
- Mustis: claviers